# Картагенски флот
Картагенският флот е най-мощния флот в античността.
Той е пряк наследник на финикийския, който властва над Средиземноморието още от 1200 г. пр.н.е. Още от 3 хил. пр.н.е. древните египтяни използват кедрово дърво от Древна Сирия за строеж на своите фараонски кораби наричани Кнбт по египетското име Кбн на Бибъл. От същото дърво бил изграден и легендарния Соломонов храм. Библоските кораби се наричали махони, а тирските на града-майка на Картаген - тарсис.
Флотът на Картаген наследява този на Тир след обсадата и превземането му от Александър Македонски. Картагенските моряци не познавали компаса и се ръководели в корабоплаването изключително от звездите на Голямата мечка.
Корабите на Картаген били изключително частна или корпоративна собственост, но в случай на война пуните били принудени да ги реквизират заедно с екипажите им за транспорт на войски и снаряжения, тъй като официалния военен флот на града не бил голям. В мирно време картагенския флот служел за охрана на морските пътища от пирати, а по време на война в по-голямата си част предимно за конвоиране.
Официалната статистика сочи, че картагенския флот наброявал 120 кораба. По отношение на картагенския флот съществува абсолютен консенсус сред древните и античните източници и автори, за това че същият, заедно с този на Тир (град), са били най-могъщите в Средиземноморието, а с това и в света.